# Nesiergus
Nesiergus là một chi nhện trong họ Theraphosidae.

## Các loài
Chi này gồm các loài:
- Nesiergus gardineri (Hirst, 1911)
- Nesiergus halophilus Benoit, 1978
- Nesiergus insulanus Simon, 1903